# Universal (Indiana)
Universal – miasto w Stanach Zjednoczonych, w stanie Indiana, w hrabstwie Vermillion.